# Heliodoros (General)

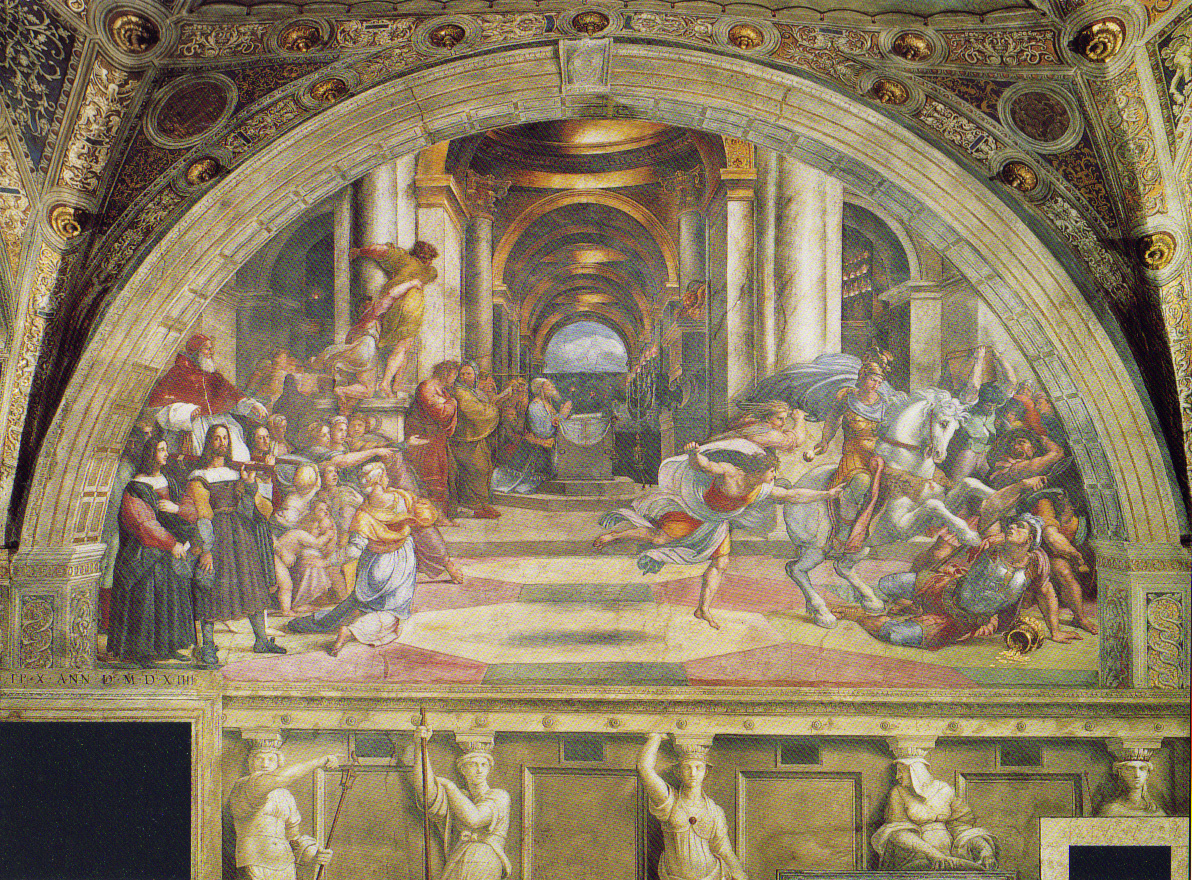
Raffael: Die Vertreibung Heliodors aus dem Tempel

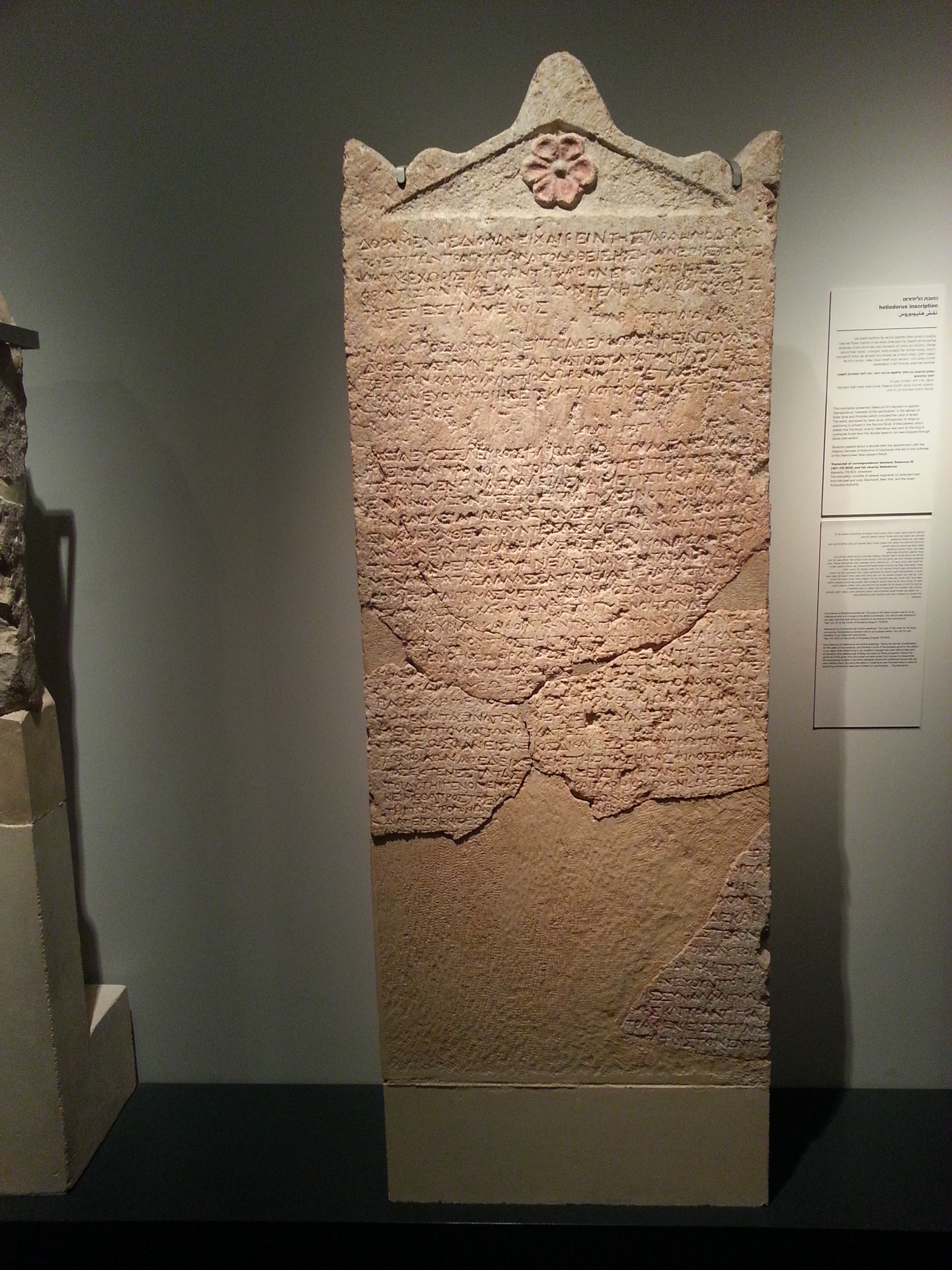
Heliodor-Stele im Israel Museum

Heliodoros (altgriechisch Ἡλιόδωρος Hēliódōros) war Kanzler des Seleukidenkönigs Seleukos IV.

## Leben
Heliodoros’ Vater war Aischylos aus Antiochia am Orontes; Heliodoros wuchs zusammen mit Seleukos IV. auf. Dieser hatte Tributzahlungen an Rom zu leisten, konnte diese jedoch nicht aufbringen, weshalb er Heliodoros nach Jerusalem sandte, um dort die fehlende Summe aus dem Tempelschatz von Jerusalem zu beschlagnahmen.
Heliodor ermordete Seleukos IV. im Jahr 175 v. Chr. und wurde danach Vormund von dessen etwa fünfjährigem Sohn Antiochos. Seleukos’ Bruder, Antiochos IV, vertrieb Heliodoros jedoch noch im selben Jahr mit Hilfe der Könige von Pergamon, Eumenes II. und Attalos II.

## Heliodoros in der Bibel
Heliodoros wird auch in 2 Makk 3,4–40  erwähnt. Das Buch berichtet, er habe versucht, im Auftrag von Seleukos IV. den Tempelschatz in Jerusalem zu beschlagnahmen. Als die jüdischen Priester dies ablehnten, habe er versucht, mit einer Truppe in den Tempel einzudringen. In Jerusalem führte das zu einer großen Bestürzung der Bewohner, die Gott um Hilfe baten. Die Witwen und Waisen hatten ihre Besitzungen ebenfalls in den Tempel gebracht und dem Hohepriester zu treuen Händen übergeben. Als Heliodor den Tempel stürmt, beginnt der Priester Onias am Altar zu beten. Heliodoros habe daraufhin eine „gewaltige Erscheinung“ gesehen und sei von drei Reitern angegriffen worden und dabei fast zu Tode gekommen. Er sei nur durch die Fürbitte des Hohenpriesters Onias III. genesen und habe daraufhin von seinem Vorhaben abgelassen.

## Kunstgeschichte

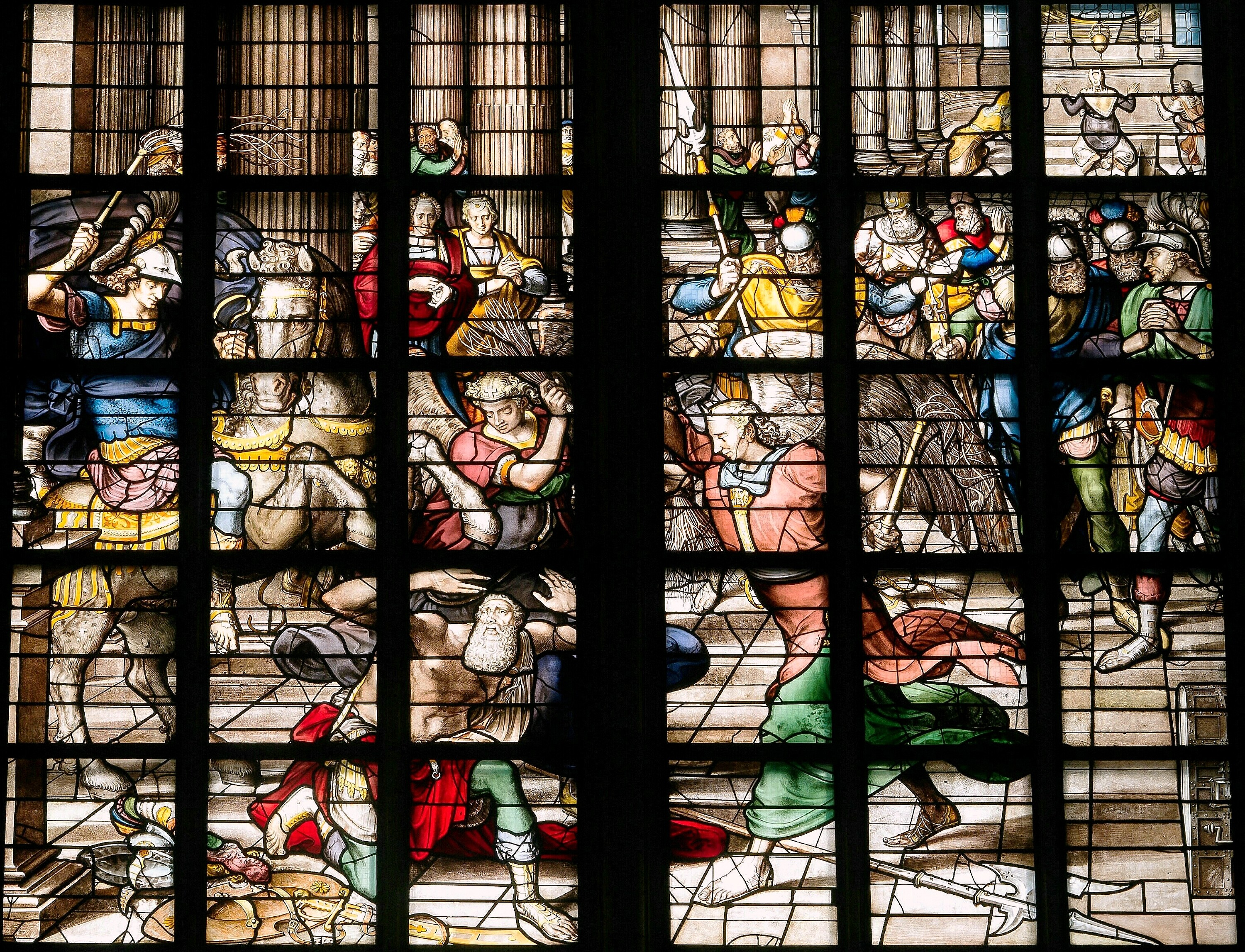
Wouter Crabeth: Die Bestrafung des Tempelräubers Heliodoros

Die Vertreibung Heliodors aus dem Tempel findet man bisweilen als kunstgeschichtliches Motiv.
Künstler, die das Thema bearbeiteten:
- Wouter Crabeth um 1566 als Glasfenster Nummer 8 mit dem Thema Die Bestrafung des Tempelräubers Heliodoros in der Sint Janskerk in Gouda[1][2]
- Raffael in Fresken in den Stanzen im Vatikan;
- Jean-Ernest Aubert, der Raffaels Fresken als Kupferstich kopierte;
- Francesco Solimena, Monumentales Wandgemälde an der Innenfassade der Kirche Gesú Nuovo in Neapel;
- Bertel Thorvaldsen 1791 als Relief;
- Eugène Delacroix 1857 als Gemälde.
- Franz Martin Kuen als Gemälde an der Unterseite der Orgelempore der Klosterkirche Roggenburg